# لونغ جون هنتر
لونغ جون هنتر (بالإنجليزية: Long John Hunter)‏ هو كاتب أغاني ومغني أمريكي، ولد في 13 يوليو 1931 في رينغولد في الولايات المتحدة، وتوفي في 4 يناير 2016 في فينيكس في الولايات المتحدة.

## وصلات خارجية
- لونغ جون هنتر على موقع ميوزك برينز (الإنجليزية)
- لونغ جون هنتر على موقع ديسكوغز (الإنجليزية)